# مانیفست: روز اول
مانیفِست: روز اول (انگلیسی: Manifesto: Day 1) سومین آلبوم چندآهنگه از گروه پسرانهٔ کره‌ای انهایپن است که در ۴ ژوئیه ۲۰۲۲ توسط بیلیفت لب منتشر شد. این آلبوم شامل شش قطعه است و تک‌آهنگ آغازین آن «آینده کامل» است.

## پیش‌زمینه و انتشار
در ۱۴ ژوئن ۲۰۲۲، بیلیفت لب اعلام کرد که انهایپن سومین آلبوم چند آهنگهٔ خود را با نام مانیفست: روز اول منتشر خواهد کرد.

## تاریخچهٔ انتشار
| منطقه | تاریخ        | قالب                       | ناشر                 | منابع |
| ----- | ------------ | -------------------------- | -------------------- | ----- |
| مختلف | ۴ ژوئیه ۲۰۲۲ | سی‌دی دانلود دیجیتال استریم | بیلیفت لب جینی استون | [ ۲ ] |